# لشکر دوازدهم زرهی (ورماخت)
لشکر دوازدهم زرهی (به آلمانی: 12. Panzer-Division) یکی از لشکرهای زرهی نیروی زمینی آلمان در دوره رایش سوم بود که در جریان جنگ جهانی دوم به نبرد پرداخت.

## تاریخچه عملیاتی

### شوروی
در جریان عملیات بارباروسا، لشکر دوازدهم زرهی به عنوان بخشی از سپاه ۳۴ موتوریزه روز ۱۴ ژوئیه سال ۱۹۴۱ خود را به لسنو رساند و رو به اسمولنسک در شرق آورد. با وجود این که این حرکت با قرار گرفتن زیر حمله دشمن از سه جهت در رودنیا متوقف شد، این لشکر توانست مواضع خود در بزرگراه دمیدوف در شمال شرقی اسمولنسک را حفظ کند.